# Gradius NEO
Gradius NEO (グラディウスNEO?) es un videojuego de tipo matamarcianos del año 2004 publicado por Konami para teléfonos móviles exclusivamente en Japón.